# Christian Neschwara
Christian Neschwara (* 1958 in Wien) ist ein österreichischer Rechtshistoriker.

## Leben und Wirken
Neschwara absolvierte von 1964 bis 1977 seine Schulausbildung in Wien, die er mit der Reifeprüfung 1977 abschloss. 1977/78 folgte die Ableistung des Präsenzdienstes (in Kärnten und Wien). Dem schloss sich seit dem Wintersemester 1978/79 ein Studium der Rechtswissenschaften an der Universität Wien an, das er 1984 mit dem Magister iuris und 1985 mit dem Doktor iuris beendete. Seit 1. Juli 1984 ist er am Institut für (Österreichische und Deutsche bzw. Österreichische und Europäische Rechtsgeschichte, nunmehr) Rechts- und Verfassungsgeschichte beschäftigt. 1985 war er Rechtspraktikant im Oberlandesgerichtssprengel Wien und von 1985 bis 1992 Vortragender an der Volkshochschule Wien-Margarethen (später: polycollege/Wiener Volksbildungsverein) im Rahmen von Vorbereitungslehrgängen für die Studienberechtigungsprüfung. 1994/95 schloss er sein Habilitationsverfahren erfolgreich ab und 1995 erfolgte die Verleihung der Lehrbefugnis als Universitätsdozent für Österreichische und Deutsche Rechtsgeschichte einschließlich der Verfassungs- und Privatrechtsgeschichte der Neuzeit. Seit 1. Jänner 1996 befindet sich Neschwara im definitiven Dienstverhältnis als Assistenzprofessor und seit 1997 lehrt er als außerordentlicher Universitätsprofessor. Zwischen 2012 und 2018 nahm er wiederholt Lehraufträge an der Rechtswissenschaftlichen Fakultät der Masaryk-Universität Brünn wahr, 2018 in Innsbruck und 2019 in Szeged.
Seit 2003 ist Neschwara Mitglied der Kommission für Rechtsgeschichte Österreichs an der Österreichischen Akademie der Wissenschaften, der European Society for History of Law, der Vereinigung für Verfassungsgeschichte, der International Commission for the History of Representation and Parliamentary Institutions (nationale Sektion Österreich). Weiters ist er Mitglied bei der Gesellschaft für burschenschaftliche Geschichtsforschung und im wissenschaftlichen Beirat des Franz-Dinghofer-Instituts.
Neschwara ist auch Mitglied der schlagenden Wiener pennalen Burschenschaft Franko Cherusker im ÖPR und der schlagenden Wiener akademischen Burschenschaft Gothia in der Deutschen Burschenschaft (seit den 1990er-Jahren Mitglied des Vereinsvorstandes; 2011–2017 Obmann). In dieser Funktion verteidigte er die Burschenschaft in der Öffentlichkeit gegen Antisemitismusvorwürfe. 2018 hielt Neschwara die Festrede am von der FPÖ veranstalteten Wiener Akademikerball.

## Schriften
Monografien
- Geschichte des österreichischen Notariats II (1850–1918), Teil 1: (1850–1871). Die Formierung eines modernen Notariats – ein Kampf zwischen Form und Freiheit. Manz, Wien 2017, ISBN 978-3-214-05954-5.
- Materialien zur Geschichte der österreichischen Grundrechte. 150 Jahre Staatsgrundgesetz über die allgemeinen Rechte der Staatsbürger. Verlag Österreich, Wien 2017, ISBN 978-3-7046-7844-7.
- Ein österreichischer Jurist im Vormärz. „Selbstbiographische Skizzen“ des Freiherrn Karl Josef Pratobevera (1769–1853). Lang, Frankfurt/Berlin/Bern/Brüssel/New York/Oxford 2009, ISBN 978-3-631-57612-0.
- Österreichs Notariatsrecht in Mittel- und Osteuropa. Zur Geltung und Ausstrahlung des österreichischen Notariatsrechts (= Schriftenreihe des österreichischen Notariats, 13). Manz, Wien 2000, ISBN 3-214-00833-1.
- Geschichte des österreichischen Notariats. Teil I: Vom Spätmittelalter bis zum Erlaß der Notariatsordnung 1850. Manz, Wien 1996, ISBN 3-214-06008-2 (zugleich: Habilitationsschrift, Univ. Wien).

Herausgeberschaften
- (gemeinsam mit Ilse Reiter-Zatloukal, Kamila Staudigl-Ciechowicz und Anita Ziegerhofer) Normsetzung im Notstand. Außerordentliche Gesetzgebungsbefugnisse im 19. und 20. Jahrhundert (= Beiträge zur Rechtsgeschichte Österreichs, 8/2). Verlag der Österreichischen Akademie der Wissenschaften, Wien 2018, ISBN 978-3-7001-8386-0.
- (gemeinsam mit Johannes Michael Rainer) 100 Jahre Republik. Die Provisorische Nationalversammlung und ihre Rolle bei der Entstehung der Republik Deutschösterreich. Ares, Graz 2018, ISBN 978-3-99081-006-4.
- Die ältesten Quellen zur Kodifikationsgeschichte des österreichischen ABGB. Josef Azzoni: Vorentwurf zum Codex Theresianus. Josef Ferdinand Holger: Anmerckungen über das österreichische Recht (1753). In: Österreichische Akademie der Wissenschaften: Fontes rerum Austriacarum: 3. Abteilung, Fontes iuris. Band 22. Böhlau, Wien/Köln/Weimar 2012, ISBN 978-3-205-78864-5. ISSN 0071-6898 ZDB-ID 575798-8.
- (gemeinsam mit Thomas Olechowski und Alina Lengauer) Grundlagen europäischer Rechtskultur. Festschrift für Werner Ogris zum 75. Geburtstag. Böhlau, Wien/Köln/Weimar 2010, ISBN 978-3-205-78628-3.
- (gemeinsam mit Gerald Kohl und Thomas Simon) Festschrift zum 65. Geburtstag von Wilhelm Brauneder. Rechtsgeschichte mit internationaler Perspektive. Manz, Wien 2008, ISBN 978-3-214-00388-3.
- Die Wiener Stadtbücher. 1395–1430 (bisher 5 Teile), Böhlau, Wien/Köln/Weimar 1989–2018.